# Burnham (månkrater)
För andra betydelser, se Burnham.
Burnham är en nedslagskrater på månen. Burnham har fått sitt namn efter den amerikanska astronomen Sherburne Wesley Burnham.
Kratern har en diameter på ungefär 24 km.

## Satellitkratrar
| Burnham | Latitud | Longitud | Diameter |
| ------- | ------- | -------- | -------- |
| A       | 14.8° S | 7.1° Ö   | 7 km     |
| B       | 15.3° S | 7.3° Ö   | 4 km     |
| F       | 14.3° S | 6.9° Ö   | 9 km     |
| K       | 13.6° S | 7.4° Ö   | 3 km     |
| L       | 14.2° S | 7.6° Ö   | 4 km     |
| M       | 14.1° S | 9.0° Ö   | 9 km     |
| T       | 14.7° S | 9.6° Ö   | 4 km     |